# Гусаков Олександр Дмитрович
Олекса́ндр Дми́трович Гусако́в (нар. 26 серпня 1938, Баклановка) — лікар-отоларинголог, доктор медичних наук (1986) і професор (1988), який займався хірургічною реабілітацією пацієнтів з хронічними захворюваннями вуха.

## Життєпис
Народився 26 серпня 1938 року в селі Баклановка Чернянського району Курської області РРФСР (нині Бєлгородська область РФ).

### Освіта
Закінчив Харківський медичний інститут у 1961 році за спеціальністю «Лікувальна справа». 
У 1986 році здобув звання доктора медичних наук, а у 1988 — професора. 

### Трудова діяльність
Працював завідувачем ЛОР-відділення Рівненської міської лікарні.
З 1972 року працював в Запорізькому державному інституті удосконалення лікарів, де з 1972 по 1978 був асистентом, з 1978 по 1986 — доцентом, з 1978 по 1988 — професором кафедри оториноларингології, а з 1988 — завідувачем цієї ж кафедри.
Він активно вивчав питання аутотрансплантації губчастої кістки й кісткового мозку в оториноларингологічній практиці, радикальне хірургічне втручання проти гнійно-поліпозних параназальних синуситів і розробляв та впроваджував оригінальний набір інструментів для операцій з покращення слуху.

## Родина
Має доньку Олександру Олександрівну Гусакову, яка стала отохірургом.

## Основні роботи
- Вариант раздельной атико-антротомии с остеопластикой // Вопросы клиники и теоретической медицины. Москва, 1979;
- Изучение амплитуды колебаний звукопроводимого аппарата среднего уха при различных размерах антромастоидальной полости // Журнал ушных, носовых и горловых болезней. 1986. № 6;
- Клинико-рентгенологические параллели в прогнозе тимпанопластики // Там само. 1995. № 6 (співавтор);
- Динамика слуха у больных ХГСО до и после реконструкции и пластики послеоперационных полостей в височной кости губчатой аутокостью с костным мозгом // Folia otorhinolaringologiae et Pathologiae Respiratoriae. 2002. Vol. 5 (співавтор);
- 25 лет закрытой хирургии среднего уха // Збірник наукових праць Запорізького інституту удосконалення лікарів. 2003.